# The Apartments
The Apartments est un groupe de rock indépendant australien, originaire de Brisbane. Le nom du groupe vent du film The Apartment de Billy Wilder (1960). The Apartments est populaire en Europe depuis son installation à Londres au milieu des années 1980. Après son retour en Australie à la fin des années 1980, Walsh continue de tourner avec The Apartments en France et occasionnellement en Australie.

## Biographie

### Débuts (1978-1980)
Le nom du groupe vent du film The Apartment de Billy Wilder (1960). The Apartments s'assemblent à Brisbane en 1978 avec Walsh (guitare, chant), Michael O'Connell (guitare, chant), Peter Whitby (basse, chant) et Peter Martin (batterie). The Apartments jouaient régulièrement pendant leur période créative à Brisbane à la fin des années 1970.
Au sein de The Apartments, Walsh se joint également au groupe The Go-Betweens comme guitariste lorsqu'ils signent avec le label Beserkley Records. À cette période, Robert Forster et Grant McLennan parleront de Walsh et des « différentes personnalités et images » dans Go-Betweens. McLennan dira de Walsh qu'il « est la nuit » et de Forster qu'« il est le jour » ; McLennan ajoutera « on est le soleil, il est la pluie. » Quatre ans après la mort de Grant McLennan, dans un morceau intitulé Who Will Remember Your Tunes?, Walsh parle de cette période, et de sa relation avec The Go-Betweens.
Après la fin du contrat avec Beserkley, Walsh revient au sein de The Apartments et The Go-Betweens devient un trio. The Go-Betweens commémorent le style de Walsh avec la face B du prochain single, Don't Let Him Come Back: Here he comes, with his twelve o’clock junk…who’s that dressed in black? Who’s that in his apartment?.  Don't Let Him Come Back est plus tard repris par Jay Reatard.
Le premier EP de The Apartments, Return of the Hypnotist, est enregistré pour le label Able Label de The Go-Betweens en mai 1979. The Apartments se séparent en octobre 1979, après le départ de Walsh de Brisbane. Quelques mois plus tard, Return of the Hypnotist est publié.

### Out of Nowhere(1981-1982)
En 1981, Walsh forme le quatuor Out of Nowhere (Walsh, guitare/chant, Gary Warner, saxophone soprano, Tony Forde, clarinette, et Graeme Hutchinson, batterie) et enregistre The Arrangements, en cassette. Après quelques concerts autour de Brisbane pendant les premières années, le groupe se délocalise à Sydney en 1982, recrutant Joe Borkowski à la basse et Jeffrey Wegener des Laughing Clowns en remplacement de Hutchinson à la batterie. Cette incarnation du groupe enregistre No Resistance/Remember, Remember.

### The Evening Visits... and Stays for Years(1982-1988)
Au début de 1982, Walsh emménage à New York, après avoir été invité par Robert Vickers des Go-Between à se joindre au groupe The Colors comme guitariste. Walsh tourne intensément en Angleterre, en Europe et en Australie avec les Laughing Clowns puis enregistre l'album Law of Nature et le single Eternally Yours
Un an plus tard, Walsh revient en Australie et reforme The Apartments avec des anciens membres de Out of Nowhere, Gary Warner (piano), Joseph Borkowski (basse), Graeme Beavis (guitare), et Bruce Carrick (batterie). Le groupe enregistre le single All You Wanted (avec l'ex-membre de Out of Nowhere ; Gary Warner au piano), (b/w Fever Elsewhere). Au début de 1985, The Apartments enregistre des démos pour son premier album.
En juin 1985, Rough Trade Records signe The Apartments sur la base de ses délis. Walsh part à Londres pour enregistrer le premier album de The Apartments, The Evening Visits... and Stays for Years en 1985. The Apartments sont rejoints par Clare Kenny (ex-Orange Juice, basse, chant), Ben Watt d'Everything but the Girl et Graham Lee de The Triffids. L'album est bien accueilli par le magazine NME. Le biographe et critique français de Serge Gainsbourg, Bayon, rédacteur du journal Libération compare le groupe à des contemporains (Cocteau Twins, Felt, Nick Cave) et prédécesseurs (Nick Drake, Bob Dylan, Alex Chilton). The Evening Visits... and Stays for Years devient l'un des albums de l'année au NME et un culte en France. Un morceau qui en est extrait, Mr. Somewhere est repris en 1991 par This Mortal Coil sur l'album Blood.
Après une tournée anglaise avec Everything but the Girl, une nouvelle formation émerge et comprend Jurgen Hobbs (basse), Judy Anderson (piano, orgue) et Nick Allum (batterie). Cette incarnation du groupe joue en Europe et publie un single, The Shyest Time, en 1988. The Shyest Time est compris dans le film Some Kind of Wonderful.

### Australie et France (1989-2012)
Walsh quitte l'Angleterre pour l'Australie. Il continue d'écrire et de jouer occasionnellement en duo avec Amanda Brown de The Go Betweens et The Apartments avec Ed Kuepper. En 1993, The Apartments enregistre Drift, le premier album des Apartments publié en Australie, au label basé à Melbourne Torn and Frayed, premier label des Dirty Three. Drift est ensuite publié en France au label européen New Rose. L'album (comme son prédécesseur) est bien accueilli en France, avec Les Inrockuptibles qui le classent 19e de sa liste des meilleurs albums de 1993 et 7e dans la section lecteur. Un véritable culte en France, l'album est réédité et remasterisé au label français Talitres en 2010.
Une tournée française suit en 1994 avec Walsh, deux membres de Big Heavy Stuff — Eliot Fish (basse, chant) et Greg Atkinson (guitare, chant) — et Nick Allum à la batterie. The Apartments enregistre plus tard trois autres albums : A Life Full of Farewells (1995), Fête Foraine (1996) et Apart (1997).
En 2007, encouragé par John Willsteed, bassiste sur Drift,  Walsh jouera brièvement avec The Apartments (Walsh, Fish, Willsteed, Jeff Crawley, George Bibicos et Gene Maynard) au Pig City Festival de l'Université du Queensland à Brisbane, avec notamment The Saints, Regurgitator, et Ups and Downs. Walsh joue ensuite à Sydney, Brisbane et Melbourne. Peter Walsh of The Apartments joue quelques concerts en France en novembre 2009. Peter Walsh joue avec Eliot Fish à Chinon, Paris (L'Européen) et Clermont-Ferrand. The Apartments joue avec le groupe français 49 Swimming Pools.
Une tournée française pour It's Not Our World Anymore est annoncée sur le site web de crowdfunding Ulule. Une série de concerts prend place entre novembre et décembre 2012 - dans des galeries d'art et boutiques de Paris et La Rochelle ; Paris (Bouffes du Nord), Bordeaux, Clermont-Ferrand, Nantes et Allonnes. Peter Walsh joue avec Amanda Brown de The Go Betweens, Nick Allum de The Fatima Mansions, Wayne Connolly de Knievel, Fabien Tessier et Samuel Léger des 49 Swimming Pools, et Gaël Riteau.

### Seven Songset suites (depuis 2013)
Pendant la tournée It's Not Our World Anymore, The Apartments enregistrent une session live pour l'émission Label Pop sur Radio France. Elle est publiée au label français Talitres en format vinyle limité à 500 exemplaires pour le Disquaire Day (Record Store Day) du 20 avril 2013. L'année 2015 signe un retour gagnant avec l'album No Song, No Spell, No Madrigal qui sort en avril 2015 sur le label français Microcultures suivi d'une tournée (France, Australie). Sur ce nouvel élan, le groupe réédite ses albums The Evening Visits…and Stays For Years (juin 2015), Drift (septembre 2017) et Fête Foraine (novembre 2017). Une tournée européenne de The Apartments se tient à l'automne 2018 avec un passage en France en octobre, pour une série de 7 concerts à Lyon, Bordeaux, Poitiers, Paris, Lille, Saint-Lô et Nantes.
Le 18 septembre 2020, Talitres publie le nouvel album du groupe, In and Out of the Light, composé de huit nouveaux titres. Pour la critique, « Une évocation frémissante ouvre le nouveau disque de The Apartments. "He was a running spring of fresh hopes" (il était une source vive de nouveaux espoirs), chante Peter Milton Walsh, compositeur et voix du groupe australien. L’ardeur de la jeunesse face aux ombres de la mort, tel est le propos de In and Out of the Light. "Entrer et sortir de la lumière", dans ce contraste se tient la pop folk au lyrisme crépusculaire de The Apartments. ». Le label réédite en suivant les albums A Life Full of Farewells le 2 avril 2021, puis Apart le 8 décembre 2023, qui connaît alors sa première édition en vinyle et bénéficie d'un nouveau visuel.

## Discographie

### Albums studio
- 1985 : The Evening Visits…and Stays For Years (Rough Trade)
- 1992 : Drift (New Rose)
- 1995 : A Life Full of Farewells (Hot)
- 1997 : Apart (Hot)
- 2015 : No Song No Spell No Madrigal (Riley Records / Microcultures Records)
- 2020 : In And Out Of The Light (Talitres)

### Singles
- 1984 : All You Wanted (Hot)
- 1988 : The Shyest Time (Glass Records)
- 1997 : Part (Hot)
- 2015 : Black Ribbons (Riley Records/Chapter Music)

### EP
- 1979 : Return of the Hypnotist (Able Label)
- 1994 : Sunset Hotel (New Rose)
- 1995 : Life (Hot)

### Albums enregistrés en public / séance acoustique / compilation
- 1996 : Fête Foraine (Hot)
- 2013 : 7 Songs (Talitres)
- 2019 : Live At L'Ubu (Talitres Records, Riley Records)